# قشلاق سیدلر ساری قوئی حاج بایرام
قشلاق سیدلر ساری قوئی حاج بایرام یک روستا در ایران است که در استان اردبیل واقع شده‌است. قشلاق سیدلر ساری قوئی حاج بایرام ۳۶ نفر جمعیت دارد.